# 瓊軒苑

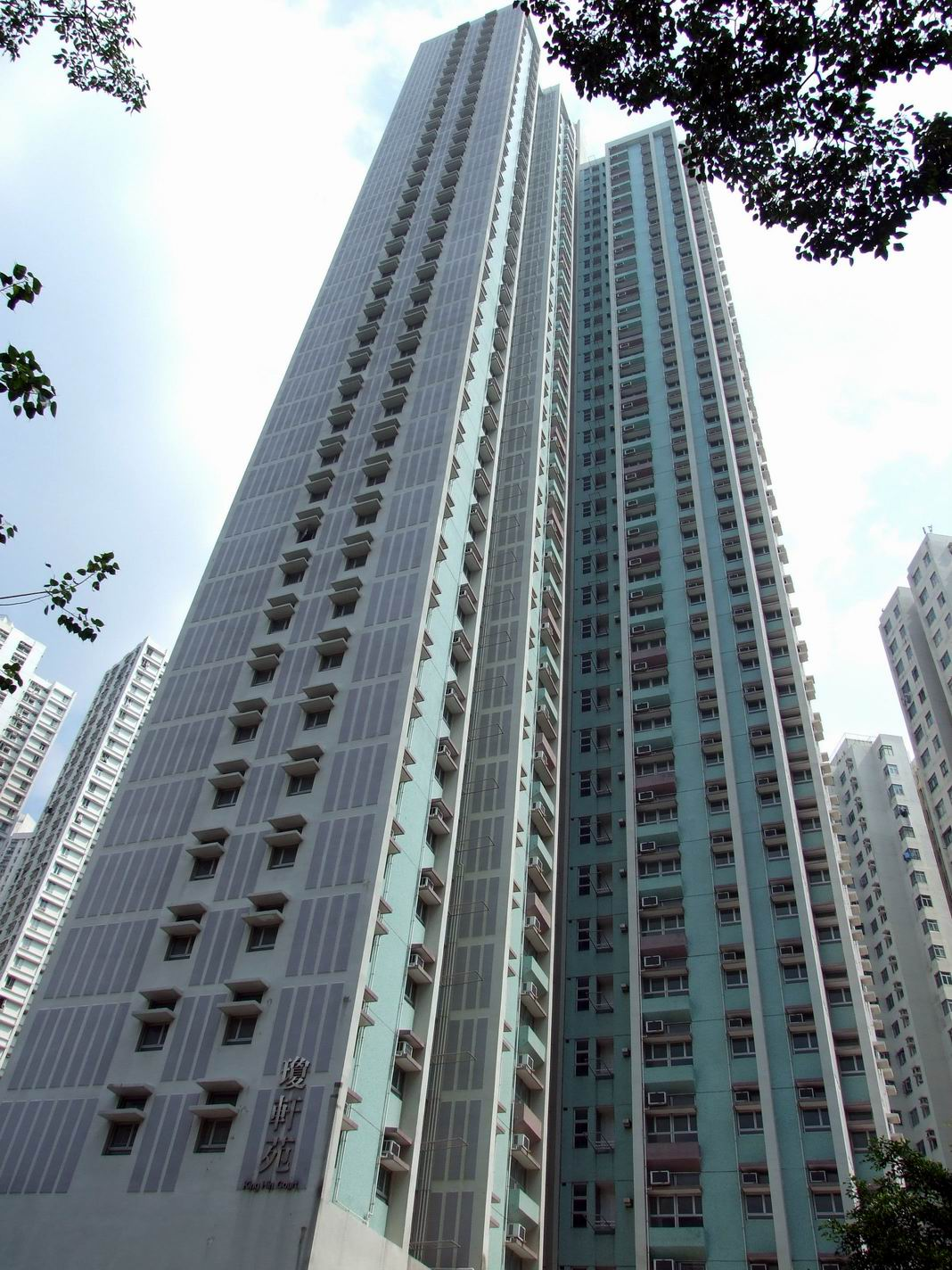
瓊軒苑（西南面攝）

瓊軒苑（英語：King Hin Court）是香港房屋委員會的居屋屋苑之一，位於九龍黃大仙區斧山瓊東街1號，與富山邨、瓊山苑、瓊麗苑、新麗花園、宏景花園及嘉峰臺毗鄰，早於2002年3月26日落成，原訂於2003年按「居屋第24期乙」出售。然而，因孫九招緣故，此屋苑直到2008年始推售，屬「出售剩餘居屋單位」的第四期屋苑。根據2011年人口普查的結果及透過瓊富選區及相鄰屋苑（例如富山邨、宏景花園、瓊山苑等）的人口數字，估計約有1,000名居民。
2005年因應中國大陸放寬自由行，房屋署曾經考慮將瓊軒苑連同另外兩個屋苑改裝為旅館，但因酒店業界反對而告吹，最後恢復以居屋計劃形式於2008年出售。

## 屋苑資料

### 樓宇
瓊軒苑為單幢式屋苑，樓高41層，新十字型設計，每翼都有不同最高樓層（與風車型相似），也是新十字型設計大廈中比較特別之一（另一個例子－禾輋邨景和樓則呈T字型），07至09室設有特大窗戶（09室只限向瓊山苑方向），此屋苑提供28個一房單位、106個兩房單位及210個三房單位，合共344個單位，高層部份單位可享維多利亞港海景，但望山單位會望到鑽石山火葬場景觀。
此外，瓊軒苑亦是香港最後一個採用1984年版本設計新十字型大廈的屋苑。值得一提是，本屋苑為全港唯一提供原裝一房單位的新十字型大廈，更為全港唯一設有附屬平台單位的居屋屋苑（位於29樓09室）。
| 樓宇名稱 | 樓宇類型                | 落成年份 | 樓宇層數 （住宅層數） | 每層伙數                                                 | 單位總數（伙） | 承建商   | 提供升降機的廠商 |
| -------- | ----------------------- | -------- | --------------------- | -------------------------------------------------------- | -------------- | -------- | ---------------- |
| 瓊軒苑   | 新十字型 （1984年版本） | 2002年   | 41（39）              | 7（1樓，31-32樓） 10（2-28樓） 9（29-30樓） 5（33-39樓） | 344            | 中國建築 | 日立             |

### 設施
瓊軒苑內只設兩層停車場，提供43個有蓋或露天停車位，其餘設施需依靠鄰近的屋邨及區內的公共設施。區內設有蒲崗村道學校村、東九龍分科診所、斧山道運動場、斧山道游泳池、斧山公園／南蓮園池、牛池灣文娛中心及大型購物商場荷里活廣場等。

### 作為沙士宿舍
在2003年香港流行期間，瓊軒苑在房屋署和前政府物料供應處（現稱政府物流服務署）協助下，曾經被徵用作為醫管局的前線醫護人員臨時宿舍，期間最少有329名醫護人員曾經遷入。當時單位曾經加裝電視機、睡床及衣櫃等設施，在屋苑推售前已回復原貌，臨時配置的傢俬與爐具，已於2004年拍賣，地板、窗簾等已經丟棄，而隨樓附送的冷氣機亦經過徹底消毒。

## 物業管理
現時的物業管理公司為新昌管理集團 （页面存档备份，存于）（2008年 - ）。

### 屋苑事件記要
| 日期                  | 描述 |
| 5/1/2018              | 管業處已於2018年1月5日出席由黃大仙區議會轄下房屋事務委員會主辦的「第十九屆黃大仙區優質大廈管理類比賽」中，獲頒優異獎，以嘉許屋苑的努力。 |
| 20/8/2010 - 19/8/2011 | 屋苑已於2010年8月20日至2011年8月19日期間曾經獲水務署發出優質食水認證，以嘉許屋苑的努力。                                                 |

## 鄰近建築
- 賓霞洞
- 新麗花園
- 宏景花園
- 富山邨
- 斧山道運動場
- 蒲崗村道公園

## 交通
由於斧山遠離港鐵站，因此居民需要乘搭專線小巴前往黃大仙站或鑽石山站接駁港鐵，令部份跨區工作的居民需要多重轉車，路程較為費時和轉折。故此交通不太便利，需前往綠色小巴站乘搭79M到黃大仙港鐵站或往上步行3分鐘至綠色小巴站乘19到鑽石山港鐵站/荷里活廣場，7分鐘內可步行至巴士站 3D,3M,5,116, 到達觀塘/彩雲/尖沙咀/銅鑼灣心臟地帶, 10分鐘內可經宏景花園停車場步行至203E巴士站到達旺角。亦可10分鐘內經平定道步行至彩虹港鐵站/西貢專線小巴。
13至15分鐘內可經志蓮靜苑步行至鑽石山站/91及92巴士站直達西貢或科大校園/75X大埔創新園，20分鐘路程可達彩虹巴士總站/25分鐘可達新蒲崗采頤花園，搭乘多條過海巴士線(302,101)到達中環上環，另不時有往荃灣的紅色小巴。